# 雑賀幸男
雑賀 幸男（さいが ゆきお、1944年4月7日 - ）は、和歌山県出身の元プロ野球選手（内野手／外野手・右投右打）である。

## 来歴・人物
県立和歌山商業高校を卒業後、関西大学に進学。
1年秋にチームメイトの西川克弘共々、広島カープと秘密裏に契約していたことが発覚。これを受けて雑賀は、西川とほぼ同時に関西大学を中途退学し、カープへ入団した（大学中退、広島カープ入団に至る詳しい経緯は、「西川克弘」の項を参照の事）。
カープには5年間在籍し、内野・外野ともに守れる「ユーティリティープレイヤー」として通算44試合に出場した。最も活躍したのは2年目（1965年）で、7安打・6打点を記録している。
1968年途中に引退後は、マネジャーに転身し、チームの強化に奔走したという。

## 詳細情報

### 年度別打撃成績
| 年 度     | 球 団     | 試 合 | 打 席 | 打 数 | 得 点 | 安 打 | 二 塁 打 | 三 塁 打 | 本 塁 打 | 塁 打 | 打 点 | 盗 塁 | 盗 塁 死 | 犠 打 | 犠 飛 | 四 球 | 敬 遠 | 死 球 | 三 振 | 併 殺 打 | 打 率 | 出 塁 率 | 長 打 率 | O P S |
| --------- | --------- | ----- | ----- | ----- | ----- | ----- | -------- | -------- | -------- | ----- | ----- | ----- | -------- | ----- | ----- | ----- | ----- | ----- | ----- | -------- | ----- | -------- | -------- | ----- |
| 1964      | 広島      | 2     | 2     | 2     | 1     | 1     | 0        | 0        | 0        | 1     | 0     | 0     | 0        | 0     | 0     | 0     | 0     | 0     | 0     | 0        | .500  | .500     | .500     | 1.000 |
| 1965      | 広島      | 24    | 42    | 38    | 2     | 7     | 0        | 2        | 0        | 11    | 6     | 0     | 0        | 0     | 1     | 0     | 0     | 3     | 8     | 0        | .184  | .244     | .289     | .533  |
| 1967      | 広島      | 18    | 30    | 30    | 2     | 8     | 1        | 1        | 0        | 11    | 2     | 0     | 0        | 0     | 0     | 0     | 0     | 0     | 5     | 1        | .267  | .267     | .367     | .633  |
| 通算：3年 | 通算：3年 | 44    | 74    | 70    | 5     | 16    | 1        | 3        | 0        | 23    | 8     | 0     | 0        | 0     | 1     | 0     | 0     | 3     | 13    | 1        | .229  | .260     | .329     | .589  |

### 記録
- 初出場・初打席：1963年8月9日、対国鉄スワローズ19回戦（広島市民球場）、久保祥次の代打として出場、佐藤進の前に凡退
- 初安打：1963年8月15日、対国鉄スワローズ23回戦（東京スタジアム）、9回表に羽里功の代打として出場、金田正一から単打
- 初先発出場：1965年10月14日、対阪神タイガース25回戦（広島市民球場）、6番・右翼手として先発出場

### 背番号
- 43（1964年 - 1968年途中）